# Möglingen (Öhringen)
Möglingen is een plaats in de Duitse gemeente Öhringen, deelstaat Baden-Württemberg, en telt 266 inwoners (2008).